# 線鱨
線鱨，為輻鰭魚綱鯰形目鱨科的其中一種，為熱帶淡水魚類，分布於非洲尼日河流域，體長可達69公分，棲息在底層水域，生活習性不明。